# Задние Яндоуши
За́дние Яндо́уши (чув. Кайри Ӑнтавӑш) — деревня в Канашском районе Чувашской Республики. Входит в состав Среднекибечского сельского поселения.

## География
Находится в центральной части Чувашии, на расстоянии приблизительно 17 км по прямой на север от районного центра города Канаш.

## История
Известна с 1859 года, когда здесь (тогда околоток деревни Яушева-Яндоуши, что ныне не существует) было учтено 32 двора и 170 жителей. В 1897 году было учтено 369 жителей, в 1926 — 92 двора, 493 жителя, в 1939—520 жителей, в 1979—280. В 2002 году было 94 двора, в 2010 — 90 домохозяйств.). В 1931 образован колхоз «XI лет ЧАССР».

## Население
Постоянное население составляло 262 человека (чуваши 95 %) в 2002 году, 218 в 2010.